# Lee Ju-mi
Lee Ju-mi (koreanisch 이주미; * 24. April 1989 in Uijeongbu) ist eine südkoreanische Radsportlerin, die Rennen auf Bahn und Straße bestreitet. Sie ist neben Na Ah-reum die erfolgreichste Radsportlerin ihres Landes seit den 2010er Jahren.

## Sportlicher Werdegang
2011 wurde Lee Ju-mi erstmals Asienmeisterin in der Einerverfolgung. Bis einschließlich 2022 errang sie diesen Titel insgesamt sechs Mal, ebenso wurde sie sechs Mal Asienmeisterin in der Mannschaftsverfolgung. Bei ihrem Titelgewinn in der Verfolgung 2018 stellte sie mit 3:33,048 Sekunden einen neuen asiatischen Rekord über 3000 Meter auf, der bis zu den asiatischen Bahnmeisterschaften Bestand hatte. Bei den Asienspielen 2018 errang sie Gold in Einer- und Mannschaftsverfolgung (mit Kim You-ri, Kim Hyun-ji und Na Ah-reum). Bei den asiatischen Bahnmeisterschaften 2023 belegte sie in der Verfolgung Platz zwei.
Lee ist auch im Straßenradsport erfolgreich: 2016, 2017 und 2019 errang sie bei asiatischen Meisterschaften im Einzelzeitfahren die Silbermedaille, 2019 zudem Asienmeisterin im Mannschaftszeitfahren. 2015, 2016, 2017, 2019 und 2020 wurde sie nationale Zeitfahrmeisterin, 2016 und 2019 ebenfalls Straßenmeisterin.

## Erfolge

### Bahn
2011
- Asienmeisterin – Einerverfolgung

2014
- Asienspiele – Mannschaftsverfolgung (mit Son Hee-jung, Kim You-ri und Na Ah-reum)

2017
- Asienmeisterin – Einerverfolgung
- Asienmeisterin – Mannschaftsverfolgung (mit Son Eunju, Kang Hyunkyun und Kim Youri)

2018
- Asienmeisterin – Einerverfolgung
- Asienmeisterschaft – Mannschaftsverfolgung (mit Kim You-ri, Kim Hyun-ji und Yu Seon-ha)
- Asienspielesiegerin – Einerverfolgung, Mannschaftsverfolgung (mit Kim You-ri, Kim Hyun-ji und Na Ah-reum)

2019
- Asienmeisterin – Einerverfolgung, Mannschaftsverfolgung (mit Kim You-ri, Kim Hyun-ji und Yu Seon-ha)
- Südkoreanische Meisterin – Mannschaftsverfolgung (mit Kim Ok-hui, Kim Yura und Mun Hye-seon)

2020
- Asienmeisterin – Einerverfolgung, Mannschaftsverfolgung (mit Kim Hyun-ji, Jang Su-ji und Na Ah-reum)

2021
- Asienmeisterin – Einerverfolgung

2022
- Asienmeisterin – Einerverfolgung, Mannschaftsverfolgung (mit Shin Ji-eun, Kim You-ri, Na Ah-reum und Kang Hyun-kyung)

2023
- – Einerverfolgung, Zweier-Mannschaftsfahren (mit Na Ah-reum)
- – Mannschaftsverfolgung (mit Kim Hyun-ji, Jang Su-ji und Na Ah-reum)

### Straße
2015
- Südkoreanische Meisterin – Einzelzeitfahren

2016
- Südkoreanische Meisterin – Einzelzeitfahren, Straßenrennen
- Asienmeisterschaft – Einzelzeitfahren

2017
- Asienmeisterschaft – Einzelzeitfahren

2018
- Asienmeisterin – Einzelzeitfahren

2019
- Asienmeisterin – Mannschaftszeitfahren (mit Na Ah-reum, Yu Seon-ha und Kang Hyun-kyung)
- Asienmeisterschaft – Einzelzeitfahren
- Südkoreanische Meisterin – Einzelzeitfahren, Straßenrennen

2020
- Südkoreanische Meisterin – Einzelzeitfahren

2023
- Südkoreanische Meisterin – Einzelzeitfahren

2024
- Südkoreanische Meisterin – Straßenrennen